# 998-й артиллерийский полк
998-й артиллерийский Староконстантиновский Краснознаменный, орденов Суворова и Богдана Хмельницкого полк — тактическое формирование Сухопутных войск СССР. Полк находился в составе 201-й мотострелковой дивизии на момент расформирования.
Условное наименование — Войсковая часть № 39696 (в/ч 39696). Сокращённое наименование — 998 ап. 
В период Афганской войны полк дислоцировался в г. Кундуз. После вывода и до своего расформирования в 2004 году в г. Душанбе

## История
Ведёт историю от 5-й пушечной артиллерийской бригады РККА. 
5-я бригада формировалась в период 30 декабря 1942 — 20 февраля 1943 года на станции Бутово Дзержинской железной дороги. Как соединение Резерва главного командования, бригада вошла в подчинение Западного фронта. 
В составе бригады находились 528-й и 998-й пушечные артиллерийские полки. Вооружение составляли 152-мм гаубицы-пушки образца 1937 года (МЛ-20). В 1944 и 1945 гг. бригада находилась в подчинении 3-й артиллерийской Житомирской ордена Ленина, Краснознамённой, ордена Суворова дивизии прорыва РГК 1-го Украинского фронта.
В феврале 1943 года бригада участвовала в Жиздринской операции у деревни Поляки. В январе 1944 года соединение принимало участие в наступательных операциях по освобождению населённых пунктов Троянов, Бердичев, Янушполь. За освобождение г. Староконстантинов 9—10 марта 1944 года в ходе Проскуровско-Черновицкой наступательной операции 1-го Украинского фронта бригаде присвоено почётное наименование «Староконстантиновская».
В августе 1944 года бригада принимала участие в боях за польские города Радомысль-Вельки и Дембица. Далее бои шли в направлении Бреслау. С 4 апреля 1945 года ведёт бои у реки Нейссе. Соединение закончило войну в г. Дрезден в гау Саксония.
5-я пушечная артиллерийская бригада входила в состав действующей армии 17 декабря 1942 — 11 сентября 1943, 21 декабря 1943 — 11 мая 1945.
В 1947 году 5-я пушечная артиллерийская бригада переформирована в 1068-й гаубичный артиллерийский полк с сохранением преемственности, исторического формуляра, наград, почётных наименований и боевой славы соединения. В 1962 году 1068-й полк переформирован в 285-й отдельный артиллерийский дивизион 124-й мсд в г. Термез УзССР с сохранением преемственности, исторического формуляра, наград, почётных наименований и боевой славы формирования.
13 сентября 1976 года формирование воссоздано на базе 285-го отдельного артиллерийского дивизиона 201-й мотострелковой дивизии. С 1980 года формирование принимало участие в Афганской войне. 15 февраля 1980 года началось выдвижение 998-го артиллерийского полка вместе с другими частями 201-й мотострелковой дивизии в район 10 км севернее Кундуза. Марш  пролегал по маршруту Термез — Пули-Хумри — Кундуз. Уже к 18:00 15 февраля они головой колонны прошли афганский город Баглан.
В 1988 году полк был выведен в СССР в г. Душанбе
В 2004 году полк был расформирован.